# Asmus Steffensen
Asmus Steffensen (* 12. Dezember 1783 in Thumby; † 26. Juli 1850 in Sarau, heute Ortsteil von Glasau) war ein deutscher Pädagoge.

## Leben
Steffensen absolvierte das von Johann Andreas Cramer gegründete Lehrerseminar zu Kiel unter Heinrich Müller. Er wurde zunächst Lehrer an der Kirchspielschule in Gelting, bevor er 1807 als erster und ab 1812 alleiniger Lehrer am Waisenhaus der Stadt Flensburg unterrichtete. 
Steffensen wurde 1826 Lehrer an der Schule bei St. Marien, bevor er 1834 die Stelle als Oberlehrer an der Hauptschule für Mädchen in Flensburg antrat. Zu Neujahr 1850 wurde er in den Ruhestand versetzt. Anschließend zog er zu seinem Sohn Jürgen Heinrich Steffensen (1814–1854), Pastor an der Sarauer Kirche.
Der Philosoph Karl Steffensen war ein weiterer Sohn.

## Werke (Auswahl)
- mit Lorenz Nissen und Nikolai Herrmannsen: Aufgaben zu Uebungen in den vier Grundrechnungsarten, Koch, Schleswig 1809 (5. Auflage 1824).
- mit Jacob Bendixen: Gedächtnißübungen für die Jugend, 3. Aufl. Rhöss, Schleswig 1817.
- Theoretisch-praktisches Handbuch für unmittelbare Denkübungen. Eine gekrönte Preisschrift, 2. Auflage, 3 Bände, Bädeker, Duisburg und Essen 1819.
- Beleuchtung wichtiger oft verkannter Wahrheiten aus der Erziehungskunde, Steinacker und Wagner, Leipzig und Augustenburg 1822.
- Katechetische Ausarbeitungen über interessante Gegenstände aus der Religions- und Pflichtenlehre, Hammerich, Altona 1822.
- Julie oder der kindliche Sinn, Hammerich, Altona 1826.
- Auswahl gradmäßig geordneter Materialien zu Stilübungen der Jugend, Altona 1828.
- Pädagogische Lehr-Erzählungen oder moralisch-religiöse Charakterschilderungen, zur Belehrung der Jugend für Schule und Haus, Herold, Hamburg 1831.